# Nova Petrópolis
Nova Petrópolis egy község (município) Brazília Rio Grande do Sul államában. Népességét 2021-ben 21 717 főre becsülték. A Gaúcho-hegység kertjének is nevezik.

## Nevének eredete
Egyes vélemények szerint a Rio de Janeiro-beli Petrópolis, a császári család nyaralóhelye után nevezték el, a község központjával és környékével való hasonlóság miatt. Mások szerint II. Péter brazil császár tiszteletére kapta nevét.

## Története
Területét erdők borították és természeti népek népesítették be, akik később többször összecsaptak az európai bevándorlókkal (feljegyzések szerint Nova Petrópolisban halt meg az utolsó telepes a bennszülöttek keze által). A hely gyarmatosításáról a farroupilha-felkelés leverése (1845) után döntöttek, és a kijelölt Colônia Nova Petrópolis tartományi telepet 1858-ban kezdték benépesíteni. Az első telepesek főként pomerániaiak és szászok voltak. A pomerániaiak, akik hozzászoktak a nehéz mezei munkához és a nélkülözésekhez, könnyebben boldogultak az új hazában; azonban a szász iparosoknak nehéz volt a környezethez és a mezőgazdasághoz való alkalmazkodás. A németeken kívül csehek, franciák, belgák, hollandok, lengyelek, oroszok, írek, skótok is letelepedtek.
Nova Petrópolist 1858-ban São Leopoldo kerületévé nyilvánították, majd 1875-ben az abból kiváló São Sebastião do Caí kerülete lett. Az oktatási rendszert, a vallásgyakorlást a német hagyományok szerint szervezték meg. Az 1893–1895-ös föderalista forradalom alatt a gyarmati régió magukat forradalmároknak nevező bandák áldozatává vált. A hatóságok hiánya miatt a telepesek saját kezükbe vették a közbiztonságot, és Alfredo Steglich németországi mintára lövészekből álló félkatonai alakulatot hozott létre. A lakosok sikeresen ellenálltak a banditák támadásainak, akiket végül néhány összecsapás után legyőztek. 1902-ben Theodor Amstad svájci pap vezetésével itt alapították meg Latin-Amerika első hitelszövetkezetét, amely ma is működik, így Nova Petrópolist a kooperativizmus fővárosaként (Capital do Cooperativismo) is ismerik.
A két világháború között a Vargas-diktatúra politikája mélyen érintette a régió német társadalmi-kulturális struktúráit, különösen az oktatást, kisebb mértékben az egyházat és a társaságokat. Brazília 1942-es belépése a második világháborúba fokozta a németek elnyomását és üldöztetését, amely az egész régió hanyatlását eredményezte. Az ország újbóli demokratizálódásával megkezdődött az újjáépítés folyamata, Nova Petrópolis pedig 1954-ben függetlenedett és 1955-ben önálló községgé alakult.

## Leírása
Székhelye Nova Petrópolis, további kerületei Dos Boêmios, Pinhal Alto, Vale do Rio Caí. Az állam úgynevezett Colônia Baixa részén, a Gaúcho-hegység Hortenzia-vidékén fekszik, a Caí folyó völgyében; a községközpont 596 méteres tengerszint feletti magasságban helyezkedik el, Porto Alegretől 76 kilométerre. Éghajlata szubtrópusi, az évi átlaghőmérséklet 17 ºC, a csapadékmennyiség 1659 mm.
Nova Petrópolist a Gaúcho-hegység kertjének is nevezik (Jardim da Serra Gaúcha), mivel a régió egyik legvirágosabb városa, emellett pedig fenséges természeti látnivalókkal rendelkezik. Áthalad rajta a Rota Romântica, a túlnyomórészt német jellegű községeket összekötő tematikus turistaút. A községben erősen jelen van a német kultúra, építészet és hagyomány.
A 20. század közepén agrárközségként írták le, a 21. század elején gazdaságának legnagyobb részét a szolgáltatások, kisebb részét az ipar teszi ki. A lakosság háromnegyede lakik városon.